# Brachyhesma sulphurella
Brachyhesma sulphurella är en biart som först beskrevs av Cockerell 1913.  Brachyhesma sulphurella ingår i släktet Brachyhesma och familjen korttungebin. Inga underarter finns listade.

## Bildgalleri

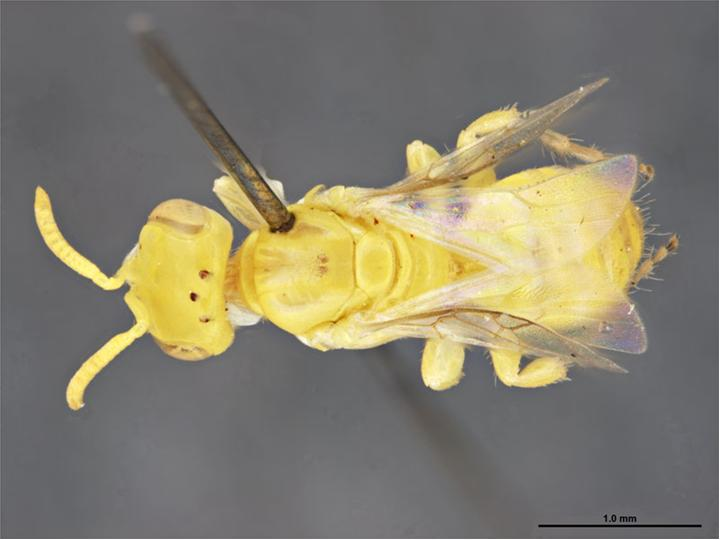